# Orbital (album)
Albums de Orbital
Orbital 2
(1993)
Singles
1. Chime (en)
Sortie : décembre 1989
2. Midnight / Choice
Sortie : 26 août 1991

Orbital (couramment désigné sous les noms de Green Album ou Orbital 1) est le premier album studio du duo de musique électronique anglais Orbital, publié le 30 septembre 1991 par FFRR Records (en).
Les titres alternatifs viennent du fait que le groupe baptise ses deux premiers albums Orbital, obligeant les fans à distinguer cet album du second, connu sous les appellations Orbital 2 ou Brown Album. Bien que la couverture soit jaune, on l’appelle Green Album en raison d’une erreur d'impression dans l'édition vinyle originale.

## Liste des morceaux

### Royaume-Uni et Europe
| 1/A1.  | The Moebius             | 7:01  |
| 2/A2.  | Speed Freak             | 7:17  |
| A3.    | Macro Head              | 6:54  |
| 3/B1.  | Oolaa                   | 6:15  |
| 4/B2.  | Desert Storm            | 12:06 |
| 5/C1.  | Fahrenheit 303          | 8:26  |
| 6/C2.  | Steel Cube Idolatry     | 6:24  |
| 7/C3.  | High Rise               | 8:23  |
| 8/D1.  | Chime (Live)            | 5:56  |
| 9/D2.  | Midnight (Live)         | 6:53  |
| 10/D3. | Belfast                 | 8:06  |
| 11.    | I Think It's Disgusting | 0:51  |
| 76:47  |                         |       |

### États-Unis
| No  | Titre                    | Durée |
| --- | ------------------------ | ----- |
| 1.  | Belfast                  | 8:05  |
| 2.  | The Moebius              | 7:00  |
| 3.  | Speed Freak (Moby Remix) | 5:40  |
| 4.  | Fahrenheit 3D3           | 7:04  |
| 5.  | Desert Storm             | 12:05 |
| 6.  | Oolaa                    | 6:22  |
| 7.  | Chime                    | 8:01  |
| 8.  | Satan                    | 6:44  |
| 9.  | Choice                   | 5:30  |
| 10. | Midnight                 | 5:08  |